# 迪克森 (蒙大拿州)
迪克森（英語：Dixon）是位於美國蒙大拿州桑德斯縣的普查規定居民點。

## 歷史
迪克森的郵局自1904年營運至今。

## 人口
根據2020年美國人口普查的數據，迪克森的面積為17.88平方千米，當中陸地面積為17.16平方千米，而水域面積為0.72平方千米。當地共有人口221人，而人口密度為每平方千米12.36人。